# George L. Cobb

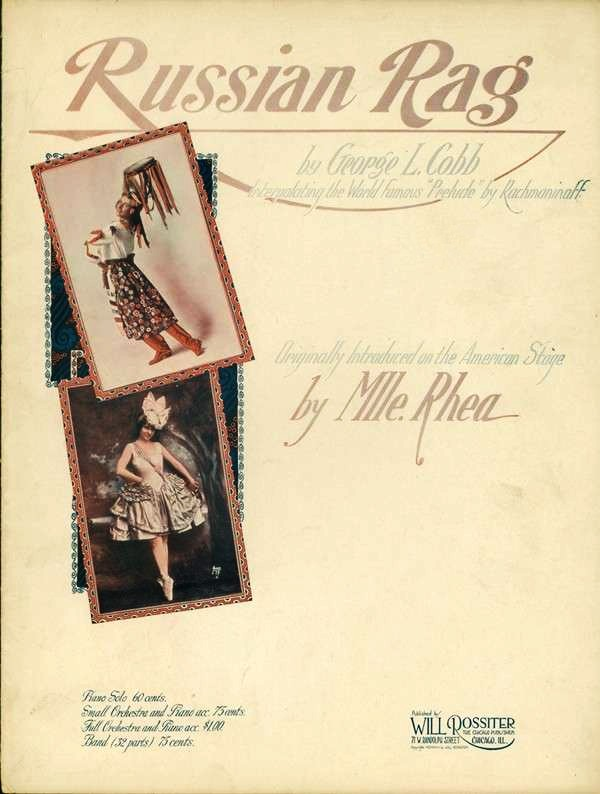
Russian Rag obálka, 1918

George Linus Cobb (31. srpna 1886 – 25. prosince 1942) byl americký hudební skladatel. Složil přes 200 skladeb, včetně ragtimů, pochodů a valčíků. Přispíval také jako dopisovatel do hudebních časopisů, ve kterých měl svoje sloupky.

## Kariéra
Cobb navštěvoval Školu harmonie a kompozice na univerzitě v Syracuse v roce 1905 a brzy poté začal komponovat. Cobb spolupracoval s textařem Jackem Yellenem na mnoha svých časných písních. V roce 1909 napsali píseň Moonlight Makes Me Lonesome For A Girl Like You.
V roce 1913 prodali svůj první velký hit All Aboard for Dixieland za 100$.
Cobbovo nejznámější dílo je Russian Rag, skladba založená na počátečním akordovém průběhu Rachmaninovova Prelude v Cis moll, op. 3, č. 2. Kus byl v roce 1918 takový hit, že Cobb psal New Russian Rag v 1923, kde se snažil uspořádat větší část Rachmaninovy předehry pro ragtimový klavír.
V roce 1917 začal Cobb psát měsíční sloupec nazvaný "Just Between You and Me" v ragtimovém hudebním časopise The Tuneful Yankee, který vlastnil vydavatel Walter Jacobs. Časopis také publikoval mnoho Cobbových hudebních skladeb. Cobb pokračoval v psaní časopisu po změně názvu na Melody v roce 1918.

## Vybrané skladby
- Moonlight Makes Me Lonesome For A Girl Like You
- All Aboard for Dixieland
- Russian Rag
- New Russian Rag
- Hop Scotch (1921)[nedostupný zdroj]

## Úmrtí
Cobb zemřel na koronární trombózu 25. prosince 1942.